# Ermanno Wolf-Ferrari
Pour les articles homonymes, voir Wolf-Ferrari.
 (août 2020).
Ermanno Wolf-Ferrari (né le 12 janvier 1876 à Venise et mort dans la même ville le 21 janvier 1948) est un compositeur italien de la période moderne.

## Biographie
Né d'un père peintre qui l'envoie faire ses études d'art à Rome, Ermanno Wolf-Ferrari part pour l'Allemagne, à Munich, où il prend des leçons de Josef Rheinberger. Il commence à composer dans les années 1890.
Quoique peu joué de nos jours, il était un des compositeurs italiens les plus joués par le monde avant la Première Guerre mondiale, notamment avec son œuvre la plus connue, I quatro rusteghi (« Les 4 rustres »). Sa musique, plutôt légère à cette période de sa carrière, deviendra plus sombre et dramatique au fil du temps.
Ermanno Wolf-Ferrari fut directeur du Conservatoire Benedetto Marcello de Venise.
Il est mort à Venise en 1948 dans le Palazzo Malipiero (en).

## Œuvres
Les opéras, comiques pour l'essentiel, constituent la partie la plus caractéristique de l'œuvre de Wolf-Ferrari. Il y renouvelle le genre de l'opéra bouffa et de l'opéra de chambre italien, sans être influencé par le wagnérisme ou le vérisme. Les sommets du genre sont Il campiello et La dama boba.
- Irene (« Irène », composé en 1896 ; non représenté)
- Cenerentola (« Cendrillon », créé le 22 février 1900 à La Fenice de Venise) — seconde version : Aschenbrödel (créé le 31 janvier 1902 à Brême)
- Sinfonia da camera, composée en 1901
- Le donne curiose [Die neugierigen Frauen] (« Les Femmes curieuses », créé le 27 novembre 1903 à Munich)
- I quatro rusteghi [Die vier Grobiane](« Les Quatre Rustres », crée le 19 mars 1906 au Hoftheater de Munich) - Création française à l'Opéra de Nice (1960) Dir. Jean Périsson
- Il segreto di Susanna [Susannens Geheimnis] (« Le Secret de Suzanne », créé le 4 décembre 1909 à Munich Hoftheater)
- I gioielli della Madonna [Der Schmuck der Madonna] (« Les Joyaux de la Madone », créé le 23 décembre 1911 à Berlin, Kurfürstenoper, direction de Selmar Meyrowitz)
- L'amore medico [Der Liebhaber als Arzt] (« L'Amour médecin », créé le 4 décembre 1913 à Dresde)
- Gli amanti sposi (« Les jeunes mariés amoureux », composé en 1916 et créé le 19 février 1925 à La Fenice de Venise)
- La veste di cielo  [Das Himmelskleid] (« Le vêtement de ciel », créé le 21 avril 1927 à Munich Hof und Nationaltheater)
- Sly, ovvero La leggenda del dormiente risvegliato (« Sly, ou La Légende du dormeur réveillé », créé le 29 décembre 1927 à la Scala de Milan)
- La vedova scaltra (« La Veuve astucieuse », créé le 5 mars 1931 à Rome)
- Il campiello (« La petite place » en ville, créé le 11 février 1936 à La Scala de Milan)
- La dama boba (« La Dame idiote », créé le 1er février 1939 à La Scala de Milan)
- Gli dei a Tebe [Der Kuckuck in Theben] (« Les dieux à Thèbes », créé le 5 juin 1943 à Hanovre)
- Concerto pour violon et orchestre en ré, opus 26